# Bojanice (Gniezno)
Pour les articles homonymes, voir Bojanice.
Bojanice (prononciation : [bɔjaˈnit͡sɛ]) est un village polonais de la gmina de Kłecko dans le powiat de Gniezno de la voïvodie de Grande-Pologne dans le centre-ouest de la Pologne.
Il se situe à environ 7 kilomètres au sud-est de Kłecko (siège de la gmina), à 10 kilomètres au nord-ouest de Gniezno (siège du powiat) et à 47 kilomètres au nord-est de Poznań (capitale régionale).

## Histoire
De 1975 à 1998, le village faisait partie du territoire de la voïvodie de Poznań.

Depuis 1999, Bojanice est situé dans la voïvodie de Grande-Pologne.